# 2023년 싱가포르 대통령 선거
2023년 싱가포르 대통령 선거는 2023년 9월 1일 실시된 싱가포르의 대통령 선거이다. 2023년 선거는 6번째로 열린 싱가포르의 대선이자 두 명 이상의 후보가 올라 경합을 벌인 싱가포르의 세 번째 선거이다. 2017년 무투표로 당선되었던 할리마 야콥 대통령은 2023년 재선에 도전하지 않았다.
이번 대선에서는 모두 무소속으로 출마했으며 최종 후보는 타르만 샨무가라트남, 응콕송, 탄킨리엔 3명으로 전부 무소속이거나 소속했던 정당을 탈당했다. 세 후보 모두 피선거권 요건에 따라 대통령 선거에 출마할 수 있음을 증명하는 피선거권 증명서(COE)와 지역사회 증명서를 발급받았다.
선거 결과 타르만이 70.41%의 지지율로 역대 경선에서 볼 수 없었던 기록적인 차이로 압승했다. 또한 타르만은 중국인이 아닌 후보 중 대통령에 당선된 최초의 후보이다. 타 후보 표는 훨씬 나뉘어 응콕송 후보와 2차례 대선 경선에 나섰던 탄킨리엔 후보는 각각 15.72%, 13.87%를 득표했다. 타르만 후보는 9월 14일 싱가포르의 제9대 대통령에 취임한다.

## 배경
싱가포르의 대통령은 싱가포르 공화국의 국가원수에 해당한다. 현직 대통령은 2017년 9월 14일 취임한 할리마 야콥이다. 할리마는 싱가포르 역사상 최초의 여성 대통령이기도 하다. 싱가포르 대통령의 연봉은 154만 싱가포르 달러(약 미화 110만 달러)이며 주기적으로 백서로 검토를 받는다.

### 피선거권
대통령 후보는 공공부문 혹은 민간부문의 요건 둘 중 하나를 만족해야 한다. 공공부문 요건에서는 후보자가 지정된 공직 혹은 주요 법적위원회, 국영기업의 최고경영자 직책을 수행했을 경우 자동으로 통과된다. 민간부문 요건에서는 후보자가 자기자본이 5억 싱가포르 달러 이상이자 순이익을 보유한 회사의 최고경양자 직책을 수행했을 경우 자동으로 통과된다. 앞서 언급한 자동통과조건 외에도 후보자의 능력과 경험이 공공부문/민간부문의 자동통과조건과 동등한 정도라고 후보자 평가위원회(PEC)의 심사를 통과하면 후보 자격을 얻을 수 있다.
싱가포르의 헌법에 따르면 대통령은 초당파적으로 무소속이어야 한다. 하지만 수많은 전직 대통령이나 대통령 후보들은 재임 혹은 입후보 전에 오랜 집권당이었던 인민행동당(PAP)과 깊은 관계를 가지고 있다. 2023년 대선에서도 타르만은 인민행동당의 의원을 역임했었다. 또한 2015년부터 2023년까지 내각장관을 역임했으며 한 때 총리 후보로 언급되기도 했다. 로이터 지는 타르만을 국가수립에 가장 가까운 후보라고 말하기도 했다.
한편 2023년 대선의 또 다른 후보인 응콕송 후보는 싱가포르의 국부 펀드인 GIC와 싱가포르 금융관리국에서 근무한 경험이 있으며, 탄킨리엔 후보는 싱가포르의 인컴 인슈어런스로 알려진 전국노동조합회의에서 일한 적이 있었다. 탄킨리엔은 싱가포르 민주당(SDP)의 탄지세이, 인민의 소리의 림티안, 전 대통령 후보이자 현 진보 싱가포르당(PSP) 당수인 탄쳉복, 싱가포르 민주당의 치순주안, 인민역량당의 고멍셍 등 여러 싱가포르 야당 인사의 지지를 받았다.
헌법 개정에 따라 2017년 싱가포르 대통령 선거는 최초로 특정한 인종에 한해서만 피선거권이 열린 대선이었다. 1970년 이후 한번도 대통령직을 맡지 못했던 소수민족인 말레이계 싱가포르인으로 한정되었다. 2023년 싱가포르 대선은 모든 인종에게 후보 자격이 열렸다.

### 선거 절차
현 대통령인 할리마 야콥의 임기는 2023년 9월 13일 종료된다. 따라서 임기 만료 3개월 이전인 2023년 7월 13일 이내에 대통령 선거가 진행되야 한다. 선거에 후보자로 올라오고 싶은 싱가포르은 누구나 신청할 수 있으나 피선거권 증명서(COE)나 지역 증명서를 발급해야 한다.
8월 11일, 총리 리셴룽이 선거 공고를 발표했다. 선거 공고에는 2023년 8월 22일 킹 조지 애비뉴 9번가에 있는 인민협회 본부에서 최종 후보자를 발표한다고 지정했다. 이번 대선의 선거관리위원장은 주택개발위원회 CEO인 탄멍뒤로 2020년 총선에 이어 두 번째로 선거관리를 맡았다.
후보자 발표일까지 모든 예비후보자는 후보자 서류를 준비해야 했다. 이 서류에는 COE, 지역 증명서, 정치기부금 증명서 등이 있다. 또한 선거기탁금으로 40,500달러를 납부해야 했는데 이는 2017년 선거 당시 기탁금은 43,500달러보다 낮은 금액이다. 후보자는 총 득표의 12.5% 이상을 득표해야 기탁금을 돌려받을 수 있다. 후보자 지명서는 추천자, 차추천자 및 최소 4명의 추천자가 서명해야 하며 지명일 오전 11시부터 12시(UTC+8) 사이에 선거관리위원회에 제출해야 한다. 후보 지명일에 선관위는 대선에 출마한 최종 후보자를 발표한다. 하지만 만일 최종 후보자로 문제 없이 지명된 사람이 단 한명일 경우 선거는 무효로 선언되며 단독 지명된 후보가 당선자가 된다. 투표일은 9월 1일로 지정되었다.
선관위는 선거를 위한 선거운동 장소를 지정하지 않았으며, 대면 선거 운동도 권장하지 않았다. 또한 선관위는 선거 집회가 분열을 일으킬 수 있으며 대통령제의 통합이라는 역할에 위배된다고 말했다. 후보자 연설은 지역 텔레비전 채널에서만 방영되었으며, 소규모 선거 모임은 보안상의 이유로 실내 혹은 엄폐물을 설치한 상태에서만 열 수 있었다. 선거운동은 8월 22일부터 30일까지 진행되었다. 선거일 전날인 8월 31일에는 유권자들이 투표하기 전에 사전에 미리 생각할 시간을 준다는 명목으로 선거운동이 금지되는 '쿨링오프 데이'가 이어졌다.

## 결과
출구조사는 선거일 22시 42분경에 발표되었다. 개표 결과 타르만 샨무가라트남 후보가 약 70%, 응콕송 후보가 16%, 탄킨리엔 후보가 14%를 득표했다. 23시 15분경 응콕송 후보가 승복 연설을 발표하고 타르만 후보가 명확하게 우위이며 최종 결과를 기다릴 필요가 없다며 타르만 후보의 승리를 축하했다. 23시 30분경에는 탄킨리엔 후보가 타르만 대통령의 우위를 축하했으나 최종 결과가 나와야 할 때까지 기다리겠다고 발표했다.
본투표 결과는 다음 날인 0시 23분경에 발표되었고, 9월 12일에는 재외투표를 개표하기 시작했다. 최종 결과는 아래와 같다.
| 후보                   | 득표      | 득표율 |
| ---------------------- | --------- | ------ |
| 타르만 샨무가라트남    | 1,749,261 | 70.41  |
| 응콧송                 | 390,636   | 15.72  |
| 탄킨리엔               | 344,584   | 13.87  |
| 총합                   | 2,484,481 | 100.00 |
|                        |           |        |
| 유효표                 | 2,484,481 | 98.02  |
| 무효표/기권            | 50,230    | 1.98   |
| 총 투표수              | 2,534,711 | 100.00 |
| 등록된 유권자수/투표율 | 2,709,455 | 93.55  |
| 출처:                  |           |        |

## 선거 이후

### 재외투표 개표
재외투표의 개표는 선관위에서 9월 12일 결과가 발표되었다. 개표장엔 3,799표가 접수되었으며 이 중 78표가 접수 거부되었다. 응콕송, 타르만 샨무가라트남, 탄킨리엔 후보는 각각 595표, 2,834표, 292표를 받았으며 타르만과 탄킨리엔의 득표율 변동은 0.01%에 그쳤다. 또한 선관위는 우편투표도 2,997건이 접수되었으나 이 중 1,345표만 유효표로 받아들였다고 발표했다. 최종 투표자는 2,534,711명으로 투표율은 93.41%에서 0.14% 오른 93.55%로 기록되었다.

### 취임식
타르만 샨무가라트남의 취임식은 2023년 9월 14일 목요일 이스타나 왕궁에서 열리며, 이때부터 6년간의 대통령 임기가 시작된다. 벤저민 헨리 시어스 대통령 이후 전임 후보와 마찬가지로 타르만은 싱가포르 국민에게 더 가까이 다가가기 위해 이스타나 왕궁에 살지 않겠다고 발표했다.
타르만의 취임식 전날인 9월 13일 할리마 야콥 대통령은 퇴임을 위해 떠나기 전 이른 아침에 이스타나에 상주하는 모든 노동자와 직원에게 감사를 표했다. 할리마는 전 대통령 선거에서 논란이 되었던 유세를 회상했으나 그럼에도 자신은 "인종, 언어, 종교와 관계없이 모든 국민을 위한 대통령"이었다며 임기 초 이슌의 공공주택에 살았을 때 제기되었던 보안 문제에 대해 회상했고 22년간의 정치인생에서 은퇴하겠다고 발표했으며 퇴임 이후에는 "다양한 역량을 통해" 지역사회와 계속 협력하여 정신건강에 대한 의식을 높이고 장애인을 도우며 여성과 노약자에게 힘을 실어주겠다고 발표했다. 싱가포르의 총리인 리셴룽은 대통령 퇴임식에서 "모두를 위한 대통령"이라는 약속과 공약을 이행해줬다고 감사를 표했다. 총리의 고별 연설 마지막에는 할리마가 싱가포르인의 통합과 목적의 가치를 계속 상기시켜야 한다고 말했다. meWatch와 CNA에서도 할리마의 대통령직을 헌정하는 비디오를 발표했다.